# Уралсиб (СГ)
Страховая группа «Уралсиб» (Акционерное общество «Страховая группа „УралСиб“», с 20.10.2021 компания называется Акционерное общество «ПСК») — универсальный страховщик федерального масштаба, входила в топ-15 страховых компаний по сборам страховых премий и в топ-15 наиболее упоминаемых в СМИ страховщиков. Относилась к категории системообразующих российских страховых компаний.Номер в реестре страховых организаций — 983, лицензии С 0983 77 от 13 декабря 2005 года (страхование) и П 0983 77 от 13 декабря 2005 года (перестрахование), размер уставного капитала — 3,6 млрд руб. 
Решением Банка России (приказ № ОД-1882 от 0809.2021 г.) в связи с отказом от осуществления предусмотренной лицензиями деятельности у компании были отозваны лицензии на осуществление страхования и перестрахования.

## Руководство
Генеральный директор — Михаил Кравченко.

## История
1 ноября 1993 года было образовано ЗАО «Промышленно-страховая компания». В 2002 году 100 % акций ЗАО «Промышленно-страховая компания» перешли в собственность «Финансовой корпорации „НИКойл“». Стратегия корпорации была направлена на создание интегрированной системы продаж страховых и финансовых продуктов инвестиционно-банковской группы. В результате интеграции корпорация получила возможность предлагать потребителям в любом сегменте финансового рынка целый комплекс инвестиционных, коммерческих банковских и страховых услуг. Таким образом, ЗАО «Промышленно-страховая компания» вошла в состав одной из крупнейших финансовых структур России.
В 2003 году было принято решение о переименовании ЗАО «Промышленно-страховая компания» в ЗАО «НИКойл-Страхование». Смена бренда означала и изменение стратегии компании: наряду с организацией системы кросс-продаж в рамках интегрированного финансового института основной целью деятельности было определено развитие классических видов страхования, розничных и корпоративных продаж, расширение региональной сети.
В 2004 году в связи с подписанием соглашения о стратегическом партнерстве корпорации «НИКойл» и банковской группы «Уралсиб» общее собрание акционеров компании приняло решение об изменении наименования ЗАО «НИКойл-Страхование» в ЗАО «Страховая группа „Уралсиб“».
В 2014 году компания запустила новую креативную концепцию «Живи полной жизнью», в рамках которой произошло обновление фирменного стиля компании, перезапуск розничной продуктовой линейки и старт одноименной социальной программы.
В ноябре 2015 года Советом директоров Банка России был утвержден план мероприятий по финансовому оздоровлению ПАО «Банк „Уралсиб“» с участием госкорпорации «Агентство по страхованию вкладов» и частного инвестора — главы группы «Нефтегазиндустрия» Владимира Когана, который приобретает 82 % акций банка. Страховая группа «Уралсиб», являясь частью активов банка, вошла в периметр объявленной сделки. Новый акционер неоднократно подтверждал интерес к развитию страхового бизнеса.
Банк России приказом от 11 августа 2016 года № ОД-2599 ограничил действие лицензии на осуществление страхования по виду обязательное страхование гражданской ответственности владельцев транспортных средств Акционерного общества «Страховая группа „УралСиб“».
В 2021 году приказом № ОД-1882 от 0809.2021 г Банк России отозвал лицензии на осуществление  страхования и перестрахования в связи с добровольным отказом страховщика от предусмотренной лицензиями деятельности.
В 2016 году АО «Финансовая корпорация УРАЛСИБ» продала акции компании частному инвестору - ООО «ФинСервис» (сейчас АО «ФинСервис»). Таким образом компания вышла из периметра Банка Уралсиб, и с 2016 года единственными акционерами компании выступают АО «Холдинг СГ УРАЛСИБ» и АО «ФинСервис».
В связи с отзывом лицензий на страхование и перестрахование, общим собранием акционеров было принято решение о переименовании компании в Акционерное общество «ПСК» (АО «ПСК») и внесены изменения в устав Общества.  

## Деятельность
На текущий момент компания не занимается страховой деятельностью.
До 2020 года «Страховая группа „Уралсиб“» реализовывала 22 вида страхования. Среди них — страхование различных видов имущества и ответственности физических и юридических лиц, добровольное медицинское страхование, страхование от несчастных случаев.
В августе 2016 года компания приступила к реализации новой стратегии развития. В рамках плана финансового оздоровления «Страховая группа „Уралсиб“» переориентируется на корпоративное страхование и банкострахование. В приоритете компании остаётся развитие таких направлений, как добровольное медицинское страхование, страхование ответственности, имущества юридических и физических лиц, личные виды страхования (страхование от несчастных случаев и выезжающих за рубеж), а также перестрахование. Группа также намерена активно развивать страхование жизни через партнерские каналы продаж. 
По итогам 2015 года компания собрала 12,8 млрд.руб страховых премий и выплатила 12 млрд.руб страховых возмещений. Компания по итогам года вошла в топ-15 по сборам в ДМС (1,6 млрд рублей), в топ-14 — по страхованию имущества физических лиц (315 млн рублей) и в топ-11 — по сборам в ОПО (90 млн рублей)
«Страховая группа „Уралсиб“» вела социально ответственный бизнес и активно участвовала в реализации приоритетных проектов государства, разрабатывает и реализует свои социальные программы.

## Рейтинги
- В 2011 году страховая группа «Уралсиб» вошла в топ-10 рейтинга крупнейших отечественных страховых компаний, которым доверяют клиенты (по данным всероссийского опроса исследовательского холдинга «Ромир», проведенного по международной методике Global Reputation Index)[21].

## Награды
- «Привлекательный работодатель-2016» по версии портала Superjob[22]
- В 2014 году страховая группа «Уралсиб» получила награду от «Эксперт РА» в рамках форума «Будущее страхового бизнеса» в номинации «За снижение убыточности и эффективную тарифную политику»[23].
- В 2012 году страховая группа получила награду в номинации «Рост рентабельности» от «Эксперт РА» в рамках ежегодного форума «Будущее страхового рынка»[24].
- В рамках премии «Финансовая элита-2012» страховая группа «Уралсиб» получила награду за «Развитие региональной сети»[25].
- В 2011 году страховая группа «Уралсиб» была награждена почетным дипломом «За высокий уровень регламентации процессов управления рисками» в рамках ежегодной конференции «Управление рисками в России — 2011». Организатором мероприятия выступило Рейтинговое агентство «Эксперт РА»[26].
- Страховая группа «Уралсиб» дважды побеждала в номинации «За социально ответственный подход к бизнесу» на ежегодной премии «Компания года-2009, 2010»[27].
- По результатам народного голосования в рамках X Всероссийского Интернет-конкурса «Золотой сайт 2009» сайт страховая группа «Уралсиб» признан победителем в номинации «Консалтинг, страхование, лизинг»[28].
- Компания неоднократно становилась лауреатом премии «Золотая Саламандра» в номинации «Социальный проект года» (в 2007, 2008, 2012 годах)[29].
- В 2010 году страховая группа «Уралсиб» вошла в ТОП-20 лучших контакт-центров по работе с клиентами в финансовом секторе, что подтверждено дипломом Национальной ассоциации контактных центров[30].
- В рамках третьей ежегодной премии «Работа года — 2010», проводимой порталом Работа@Mail.ru, страховая группа «Уралсиб» вошла в тройку лучших работодателей в сфере страхования[31].
- В 2008 году уровень стабильности бизнеса компании был подтвержден премией «Финансовая элита России» в номинации «Клиентоориентированность»[32] В 2009 году — в номинации «Надежность»[33].
- В 2004 году успехи страховой группы «Уралсиб» были отмечены премией «Золотая саламандра» в номинации «Лидер межрегионального страхового рынка России», в 2009 году — в номинации «Лидер автострахования».